# Puccinia nyasaensis
Puccinia nyasaensis ist eine Ständerpilzart aus der Ordnung der Rostpilze (Pucciniales). Der Pilz ist ein Endoparasit der Hirse Panicum ecklonii. Symptome des Befalls durch die Art sind Rostflecken und Pusteln auf den Blattoberflächen der Wirtspflanzen. Sie ist ein Endemit Malawis.

## Merkmale

### Makroskopische Merkmale
Puccinia nyasaensis ist mit bloßem Auge nur anhand der auf der Oberfläche des Wirtes hervortretenden Sporenlager zu erkennen. Sie wachsen in Nestern, die als gelbliche bis braune Flecken und Pusteln auf den Blattoberflächen erscheinen.

### Mikroskopische Merkmale
Das Myzel von Puccinia nyasaensis wächst wie bei allen Puccinia-Arten interzellulär und bildet Saugfäden, die in das Speichergewebe des Wirtes wachsen. Aecien oder Spermogonien der Art sind nicht bekannt, gleiches gilt für die Uredien der Art. Ihre dunkel haselnussbraunen Uredosporen sind kugelig bis breit eiförmig, 28–32 × 24–26 µm groß und fein stachelwarzig. Die beidseitig wachsenden Telien sind schwarzbraun, früh unbedeckt und pulverig. Die haselnussbraunen Teliosporen sind zweizellig, stets längsseptiert, eiförmig bis kugelig und 24–33 × 24–28 µm groß; ihre Stiele sind farblos und bis zu 45 µm lang.

## Verbreitung
Das bekannte Verbreitungsgebiet von Puccinia nyasaensis umfasst lediglich Malawi.

## Ökologie
Die Wirtspflanze von Puccinia nyasaensis ist die Hirse Panicum ecklonii. Der Pilz ernährt sich von den im Speichergewebe der Pflanzen vorhandenen Nährstoffen, seine Sporenlager brechen später durch die Blattoberfläche und setzen Sporen frei. Die Art verfügt über einen Entwicklungszyklus, von dem bislang lediglich Telien sowie deren Wirt bekannt sind; Uredien, Spermogonien und Aecien konnten dem Pilz nicht zugeordnet werden.